# الیویه سیتروک
الیویه سیتروک (فرانسوی: Olivier Sitruk‎؛ زادهٔ ۲۵ دسامبر ۱۹۷۰) یک هنرپیشه، کمدین و تهیه‌کننده اهل کشور فرانسه است. وی تاکنون در حدود ۴۴ فیلم سینمایی و برنامه تلویزیونی ظاهر شده است. الیویه در ابتدا به باستان‌شناسی علاقه داشت اما در دوران دبیرستان علاقه فراوانی به تئاتر پیدا کرد و در ۱۶ سالگی در هنرستان ملی در شهر نیس ثبت نام کرد.
از فیلم‌هایی که وی در آن نقش داشته است می‌توان به ۲۴ روز اشاره کرد.

## زندگی شخصی
الیویه سیتروک در سال ۲۰۰۳ با بازیگری به نام «الکساندرا لندن» ازدواج کرد.